# Infidelitate (film)
Infidelitate este un film american produs în anul 2002 sub regia lui Adrian Lyne. Este o reluare într-o nouă versiune a filmului francez "La femme infidèle" turnat în anii 1969 și 2002 sub regia lui Claude Chabrol.

## Acțiune
În centrul acțiunii se află o familie din New York, Connie Sumner și soțul ei Edward care trăiesc împreună cu fiul lor Charlie, o viață fericită. Într-o zi Connie Sumner este surprinsă în oraș de o furtună, cu această ocazie ea face cunoștință cu tânărul vânzător Paul Martel. Acesta o învită acasă și îi recomandă câteva cărți, Connie este fascinată de Paul, însă se grăbește să plece acasă.  Peste câteva zile însă nu poate rezista ispitei de a-l vizita din nou pe tânărul Paul, între ei se înfiripă o iubire care se finalizează cu o relație erotică. De aici înainte tot mai frecvent sub diferite pretexte Connie părăsește casa pentru a se întâlni cu Paul. Soțul ei Edward devine bănuitor și angajează un detectiv care îi prezintă câteva fotografii compromițătoare cu Connie și Paul. În final Edward se întâlnește cu amantul soției sale, pe Paul îl irită ușurința și frivolitatea cu care Paul povestește soțului escapadele sale cu soția acestuia. Punctul culminant este atins însă când soțul obsearvă pe masa lui Paul cadoul făcut de el soției sale. Pierzându-și cumpătul îl ucide pe Paul, fiind însă împiedicat de soția lui de a se preda poliției și care-i propune să părăsească împreună țara.

## Distribuție
- Diane Lane: Connie Sumner
- Richard Gere: Edward Sumner
- Olivier Martinez: Paul Martel
- Erik Per Sullivan: Charlie Sumner
- Chad Lowe: Bill Stone